# Ariel (ciutat)
Ariel (hebreu: אריאל‎) es un assentament i una ciutat israeliana situada als territoris que Israel ocupa a Cisjordània (territoris també coneguts com a Àrea de Judea i Samaria), que està situada concretament en la regió bíblica de Samaria.
Fundada en l'any 1978, tenia 16.600 habitants en l'any 2007, el que converteix a Ariel en el cinquè assentament israelià més gran de la Cisjordània ocupada. El Ministeri de l'Interior d'Israel va atorgar al municipi d'Ariel l'estatus de ciutat en l'any 1998.
Ariel està situada a 40  quilòmetres de Tel-Aviv, 40 quilòmetres a l'oest del riu Jordà, i 60 quilòmetres al nord de Jerusalem. La localitat està connectada amb l' àrea metropolitana de Gush Dan (Gran Tel-Aviv) per l'autovia transamariana i a Jerusalem per la Ruta 60.
En hebreu, Ariel significa Lleó de Déu. "Arie" (Lleó) en hebreu és també sinònim de coratge i valor i és el símbol de la  tribu de Judà. Ariel en la Bíblia és un dels noms de Jerusalem i del Temple de Jerusalem (Isaïes 29: 1-8).

## Història
A principis de 1978, un grup secular d'Israel van trobar un lloc on establir un complex residencial en els turons de Samaria. El seu líder, Ron Nachman, va triar el lloc per la seva localització estratègica per a una possible invasió jordana. L'agost de 1978, ja estaven assentades 40 famílies i el 1er de setembre es va obrir la primera escola. L'aigua va arribar a l'assentament amb camions cisterna i es va poder proveir un generador elèctric. La localitat va créixer al rebre, entre d'altres, a jueus tradicionals i ortodoxos. Avui compta amb 14 sinagogues de diverses de les divisions ètniques judaiques.

## Educació
Ariel és la seu de la Universitat d'Ariel, fundada en l'any 1982. En l'any 2005, el govern israelià la va elevar a la categoria d'universitat, però la transició no va ser immediata. A l'agost de 2007, en ser confirmada la seva nova categoria, va canviar el seu nom anterior (Academic College of Judea and Samaria) per l'actual. Actualment té matriculats 9.500 estudiants, entre estudiants jueus i àrabs.
El centre universitari ofereix estudis de grau en una àmplia varietat de temes: Enginyeria Civil, Enginyeria en Electricitat i Electrònica, Enginyeria Química i Biotecnologia, Enginyeria Industrial i Administrativa, Enginyeria Mecànica, Arquitectura, Fisioteràpia, Gestió de Salut, Nutrició, Medicina, Treball Social, Ciències Econòmiques i Gestió de Negocis, Telecomunicacions, Estudis d'Israel i de l'Orient Mitjà, Humanitats, Física Aplicada, Biologia Molecular, Química orgànica, Matemàtiques, Ciències de la Computació, Informàtica i altres.